# Ducatul de Bretania
Ducatul de Bretania (Breton: Dugelezh Breizh, franceză: Ducat de Bretagne), a fost un stat medieval feudal care a existat între 936 și 1547, ocupand teritoriul regiunii Bretania de astazi, precum si departamentul Loire-Atlantique. In 1547 devine parte a regatului Frantei.
Ducatul ia nastere în 936. Alain Barbetorte, nepotul ultimului rege al Bretaniei, Alain I cel Mare, elibereaza țara de sub ocupatia normanda și devine primul Duce de Bretania. Timp de aproape trei secole, din secolul al X-lea pana in secolul al XII-lea, casele feudale mari ale regiunii (Nantes, Rennes, Cornouailles) disputa ducatul, acesta trecand de la una la cealalta.
La mijlocul secolului al XII-lea, ducatul vine in atentia celor 2 puteri vecine, Franta si Anglia. Dinastia Plantagenet și Casa de Franța incercau sa puna duci loiali la conducerea Bretaniei pentru a putea controla mai bine regiunea. Pana la urma, ducii de origine franceză reusesc sa se impuna si sa consolideze statul breton între anii 1360 și 1460.
După aproape 60 de ani de luptă, Regatul Franței reușește să controleze ducatul. În 1532 este proclamată unirea ducatului de Bretania cu Regatul Franței, insa aceasta va deveni oficiala in 1547. Noua provincie franceză va rămane totusi autonomă până la Revoluția Franceză din 1789.